# Kılıç Arslan I
Kılıç Arslan I (Bản mẫu:Lang-1ca, tiếng Ba Tư: قلج ارسلان) là Sultan của Hồi quốc Rûm từ năm 1092 đến khi qua đời năm 1107. Ông đã trị vì một vương quốc Hồi giáo trong suốt thời gian diễn ra cuộc Thập tự chinh đầu tiên và do đó ông luôn phải đối mặt với những cuộc tấn công của Thập tự quân. Ông cũng tái thành lập vương quốc Hồi giáo Rûm sau cái chết của Malik Shah I của Đại Seljuk và đánh bại quân Thập tự ba trận trong cuộc Thập tự chinh năm 1101.

## Vươn tới quyền lực
Sau cái chết của vua cha Suleyman năm 1086, ông trở thành một con tin của Sultan Malik Shah I của Đại Seljuk, nhưng đã được thả ra khi Malik Shah chết năm 1092. Kilij Arslan sau đó đã trở thành thủ lĩnh quân đội của bộ lạc Oghuz Yiva và thiết lập định đô tại Nicaea, thay thế Amin 'l Ghazni, thống đốc được Malik Shah I bổ nhiệm.
Sau cái chết của Malik Shah I, có nhiều bộ lạc riêng lẻ như Danishmend, Mangujekid, Saltuqid, Chaka, Tengribirmish, Artuqid (Ortoqid) và Akhlat-Shah, đã bắt đầu xung đột với nhau để thành lập quốc gia độc lập của riêng mình. Mưu đồ của Hoàng đế Đông La Mã Alexios Komnenos khiến tình hình trở nên phức tạp hơn. Kılıç Arslan kết hôn với con gái của Phó vương xứ Chaka nhằm cố gắng thiết lập một liên minh chống lại Đông La Mã, người chỉ huy một hạm đội hải quân hùng mạnh. Năm 1094, Kılıç Arslan nhận được một lá thư từ Alexios, nói rằng Chaka đang có ý đứng về phía Đông La Mã và quay mặt lại với Kılıç Arslan. Vì thế, ông đã đem quân tới kinh đô Smyrna của Chaka, rồi cho mời cha vợ đến một bữa tiệc rượu và hạ sát khi ông đang say sưa.